# دانيال فريمان
دانيال فريمان (بالإنجليزية: Daniel Freeman)‏ هو فلاح أمريكي، ولد في 26 أبريل 1826، وتوفي في 1908.